# Charlotta Deland
Hedvig Lovisa Charlotta Deland, född de Broen den 7 februari 1807 i Stockholm, död där den 28 maj 1864, var en svensk skådespelare.

## Biografi
Charlotta De Broen var dotter till teaterdirektören Isaac de Broen och skådespelaren Christina Margareta Cederberg. Efter att ha gått ut en flickskola anställdes hon vid sin styvfar Christoffer Svanbergs teatersällskap 1831, och gifte sig samma år med kollegan Pierre Deland. Christoffer Svanberg hade gift sig med hennes mor 1815 och hans trupp hade ett gott rykte. Då Pierre Deland övertog truppen 1833 fortsatte Charlottas styvfar och mor att arbeta där. Hon turnerade med sin mans teatersällskap i både Sverige och Finland och uppträdde på Djurgårdsteatern i Stockholm sommartid. År 1861 anställdes hon och maken vid Dramaten. 
Charlotta Deland spelade mest komedier och farser. Hon omnämns i samtida källor som mycket huslig och familjekär. Sommaren 1836 får hon god kritik för sin roll i Hugo på Djurgårdsteatern, som hon spelade mot sin fyraåriga dotter Betty. Kritikern Topelius menade att hon var "så sann, så stor i sin skenbart enkla och därföre stundom förbisedda men dock så djupa uppfattning av konsten och livet". Då kritikern Strandberg skrev om Dramatens primadonna Zelma Hedin ansåg han att hon "gäller för vår bästa karaktärsskådespelerska och väl även det - näst fru Deland." Aftonbladet skrev att hon var mångsidig och bra som fin världsdam, som intrigant, förträfflig inom komedin och ägde tragisk styrka. Vidare sades om henne: "Hon ägde ett ovanligt godt hufvud, snabb uppfattning, världsdamens belefvenhet och en fördelaktig figur, hvilka egenskaper kommo henne väl till pass i den högre komedien, som var hennes egentliga fält." 
Hennes mest berömda komediroll var som Cesarine i Eugène Scribes Kotteriet. Bland hennes mer kända tragiska roller nämns Generalskan i Mor och son, Griselda, Ophelia, Preciosa, Öfverstinnan Hielm i Efter femtio år, Pariserpojken, Baronessan de Vaubert i Fröken de la Seiglière, Lady Tartuffe, Fadette i Syrsan och fru Griponia i Brodertvisten.
Charlotta Deland är begravd på Norra begravningsplatsen utanför Stockholm.